# Record de France du 3 000 mètres steeple
Pour un article plus général, voir Records de France d'athlétisme.
Les records de France seniors du 3 000 m steeple sont actuellement détenus par Mahiedine Mekhissi-Benabbad, auteur de 8 min 0 s 09 le 6 juillet 2013 lors du Meeting Areva de Saint-Denis en France, et chez les femmes par Alice Finot, créditée de 8 min 58 s 67 le 6 août 2024 en finale des Jeux olympiques de Paris. Ces deux chronos constituent également les records d'Europe masculin et féminin de la discipline.

## Chronologie du record de France

### Hommes
Le premier record de France masculin du 3 000 m steeple est homologué en 1954.
9 min 01 s 4 Raphaël Pujazon Champion d'Europe du 3000 m steeple à Oslo en 1946 
| Performance   | Athlète                     | Date               | Lieu        |
| ------------- | --------------------------- | ------------------ | ----------- |
| 9 min 20 s 4  | André Lecat                 | 12 septembre 1954  | Colombes    |
| 9 min 17 s 2  | André Lecat                 | 26 septembre 1954  | Bucarest    |
| 9 min 16 s 0  | Julien Soucours             | 21 août 1955       | Bucarest    |
| 9 min 7 s 8   | Julien Soucours             | 25 août 1955       | Prague      |
| 9 min 7 s 8   | Julien Soucours             | 9 septembre 1956   | Varsovie    |
| 9 min 4 s 2   | Julien Soucours             | 12 septembre 1956  | Londres     |
| 9 min 4 s 0   | Hamoud Ameur                | 19 juillet 1959    | Duisbourg   |
| 9 min 2 s 4   | Hamoud Ameur                | 26 juillet 1959    | Colombes    |
| 8 min 57 s 2  | Hamoud Ameur                | 7 août 1959        | Oslo        |
| 8 min 55 s 4  | Hamoud Ameur                | 24 septembre 1961  | Colombes    |
| 8 min 53 s 2  | Guy Texereau                | 4 juillet 1962     | Oslo        |
| 8 min 52 s 8  | Guy Texereau                | 28 juillet 1962    | Colombes    |
| 8 min 47 s 6  | Guy Texereau                | 1er septembre 1962 | Helsinki    |
| 8 min 46 s 6  | Guy Texereau                | 21 juillet 1963    | Prague      |
| 8 min 35 s 2  | Guy Texereau                | 17 juin 1964       | Rennes      |
| 8 min 34 s 6  | Guy Texereau                | 15 octobre 1964    | Tokyo       |
| 8 min 32 s 2  | Guy Texereau                | 10 juillet 1966    | Berlin      |
| 8 min 30 s 0  | Guy Texereau                | 3 septembre 1966   | Budapest    |
| 8 min 28 s 2  | Jean-Paul Villain           | 9 juillet 1971     | Portsmouth  |
| 8 min 27 s 0  | Jean-Paul Villain           | 25 juillet 1971    | Colombes    |
| 8 min 25 s 2  | Jean-Paul Villain           | 15 août 1971       | Helsinki    |
| 8 min 23 s 6  | Gérard Buchheit             | 14 septembre 1973  | Bruxelles   |
| 8 min 20 s 54 | Joseph Mahmoud              | 20 août 1982       | Berlin      |
| 8 min 18 s 32 | Joseph Mahmoud              | 12 août 1983       | Helsinki    |
| 8 min 15 s 59 | Joseph Mahmoud              | 31 août 1983       | Coblence    |
| 8 min 13 s 31 | Joseph Mahmoud              | 10 août 1984       | Los Angeles |
| 8 min 7 s 62  | Joseph Mahmoud              | 24 août 1984       | Bruxelles   |
| 8 min 6 s 91  | Bouabdellah Tahri           | 4 juillet 2003     | Saint-Denis |
| 8 min 2 s 19  | Bouabdellah Tahri           | 3 juillet 2009     | Metz        |
| 8 min 1 s 18  | Bouabdellah Tahri           | 18 août 2009       | Berlin      |
| 8 min 0 s 09  | Mahiedine Mekhissi-Benabbad | 6 juillet 2013     | Saint-Denis |

### Femmes

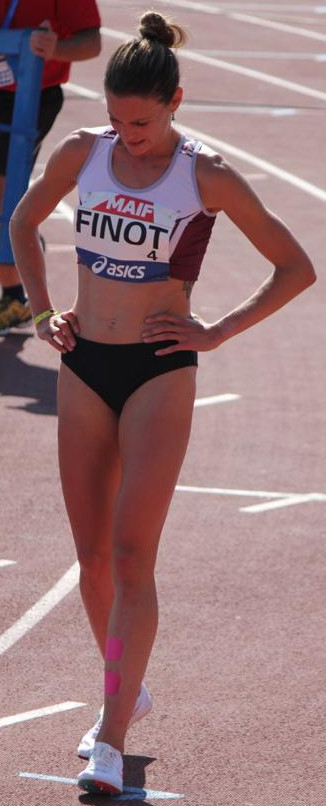
Alice Finot

Le premier record de France féminin du 3 000 m steeple est homologué en 1999.
| Performance   | Athlète           | Date              | Lieu              |
| ------------- | ----------------- | ----------------- | ----------------- |
| 9 min 55 s 69 | Laurence Duquenoy | 8 août 1999       | Castres           |
| 9 min 46 s 53 | Élodie Olivares   | 19 juin 2001      | Noisy-le-Grand    |
| 9 min 44 s 68 | Élodie Olivares   | 11 septembre 2001 | Tunis             |
| 9 min 43 s 89 | Laurence Duquenoy | 12 juin 2002      | Ostrava           |
| 9 min 37 s 04 | Élodie Olivares   | 13 juillet 2002   | Saint-Étienne     |
| 9 min 33 s 12 | Élodie Olivares   | 20 juillet 2002   | Heusden-Zolder    |
| 9 min 32 s 08 | Julie Coulaud     | 8 juin 2007       | Villeneuve-d'Ascq |
| 9 min 31 s 43 | Julie Coulaud     | 2 juillet 2007    | Athènes           |
| 9 min 29 s 01 | Sophie Duarte     | 28 juillet 2007   | Heusden-Zolder    |
| 9 min 27 s 51 | Sophie Duarte     | 27 août 2007      | Osaka             |
| 9 min 25 s 62 | Sophie Duarte     | 10 juillet 2009   | Rome              |
| 9 min 21 s 41 | Alice Finot       | 25 mai 2022       | Huelva            |
| 9 min 19 s 59 | Alice Finot       | 30 juin 2022      | Stockholm         |
| 9 min 14 s 34 | Alice Finot       | 16 juillet 2022   | Eugene            |
| 9 min 10 s 04 | Alice Finot       | 2 juin 2023       | Florence          |
| 9 min 6 s 15  | Alice Finot       | 27 août 2023      | Budapest          |
| 9 min 5 s 01  | Alice Finot       | 7 juillet 2024    | Paris             |
| 8 min 58 s 67 | Alice Finot       | 6 août 2024       | Paris             |

## Sources
- DocAthlé2003, Fédération française d'athlétisme, p. 43 et p. 51
- Chronologies des records de France seniors plein air sur cdm.athle.com